# Ԝ (кирилиця)
Ԝ, ԝ — буква розширеної кирилиці. У всіх своїх формах виглядає точно так само, як і латинська W.
Використовується в кириличному курдському алфавіті, де означає звук [w].
Використовується в деяких варіантах ягнобського алфавіту, де передає звук [β̞], [β] або [u̯]: згідно А. Л. Хромову, ԝ — [β̞], по С. П. Виноградовою — звук [β], а після  голосного в кінці складу ԝ звучить  як [u̯].
Використовується в деяких варіантах кириличного юкагирського алфавіту.